# Grassy Island (Michigan)
Grassy Island ist eine kleine unbewohnte Insel im Wayne County (Michigan) in den Vereinigten Staaten. Die 0,29 km² messende Insel liegt im Detroit River nördlich der Grosse Ile und westlich von Fighting Island, weniger als zweihundert Meter von der Grenze zwischen den Vereinigten Staaten und Kanada entfernt. Die Insel ist Teil des Detroit River International Wildlife Refuge. Grassy Island sollte nicht mit Grass Island verwechselt werden, das auf der gegenüberliegenden Seite der Grenze in Ontario liegt.
Grassy Island wurde 1796 erstmals von französischen Landerkundern als Ile Marecageuse (deutsch: marschige Insel) kartographiert. Zu der Zeit hatte die Insel nur eine Größe von etwa 2,4 Hektar und der Detroit River war auf seiner gesamten Länge ein Sumpfland. Während des neunzehnten Jahrhunderts wurde die Insel vor allem zur Fischerei genutzt, später befand sich auch ein Leuchtturm auf der Insel. Etwa von 1960 bis 1982 diente die Insel als Deponie für Millionen Tonnen belasteten Erdreiches, das aus dem nahegelegenen River Rouge gebaggert wurde, wodurch die Größe der Insel wesentlich erweitert wurde. Wegen dieser Nutzung ist die Insel noch heute stark kontaminiert.

## Vergrößerung

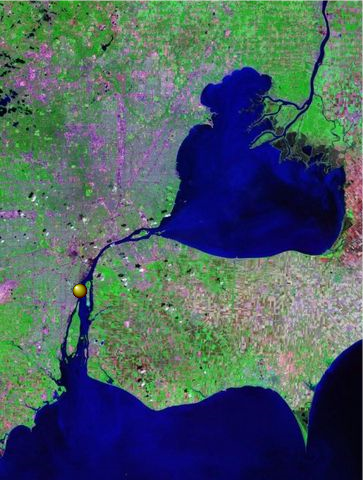
Lage von Grassy Island im Detroit River

Als Detroit zu Beginn des 20. Jahrhunderts eine rapide Industrialisierung erlebte, leiteten viele Betriebe der wachsenden Industrie ihre Abwässer in den Detroit River ein, was eine vernichtende Wirkung auf das Ökosystem hatte. Schließlich wurde der Fluss so verschmutzt, dass der Kongress der Vereinigten Staaten intervenierte und Grassy Island mit seiner Umgebung 1967 zum Teil des Wyandotte National Wildlife Refuge machte. Da der zunehmende Handel und größer werdende Frachtschiffe tiefere Fahrrinnen im Detroit River und seinem Hauptzufluss, dem River Rouge, benötigten, übernahm das United States Army Corps of Engineers von 1960 bis 1982 die Kontrolle über Grassy Island und verwendete die Insel zum Ablagern von Millionen von Kubikmetern Sedimenten aus dem nahegelegenen River Rouge. Deiche wurden rund um Grassy Island gebaut, um diese teilweise stark kontaminierten Ablagerungen zurückzuhalten.
Nachdem das Projekt der Ausbaggerung abgeschlossen war, war die Größe der Insel von 2,4 Hektar auf 29 Hektar gestiegen. Wegen dieser massiven Vergrößerung der Insel kann man diese als künstliche Insel einstufen, von der ursprünglichen Insel ist heute nichts mehr zu sehen. Die Mündung des River Rouge wurde verändert, um eine leichter zu navigierende Zufahrt zu ermöglichen, wodurch die künstliche Insel Zug Island entstand. Das komplette dort ausgebaggerte Erdmaterial wurde auf Grassy Island aufgeschüttet, wobei man keine Rücksicht darauf nahm, welche Mengen Schadstoffe sich darin befanden. Aussehen und Zusammensetzung der Insel sind heute unnatürlich. Die Seiten der Insel bilden steile Erdwälle, die für diejenigen, die versuchen an der Insel anzulegen und sie zu betreten, verschiedene Gefahren bergen.

## Verschmutzung
Etwa zu der Zeit, in der Grassy Island zur Deponie für das aus dem River Rouge ausgebaggerte Material wurde, leiteten mindestens neun große Industriebetriebe, darunter der Ford River Rouge Complex, ihre Abwässer ungeklärt in den Fluss ein. Die führte zur Bildung großer Mengen toxisch belasteter Rückstände rund um die Mündung des Flusses in den Detroit River, genau von dort kamen nach 1960 die Erdmassen, mit denen die Insel aufgefüllt wurde. Heute ist Grassy Island mit polychlorierten Biphenylen, polycyclischen aromatischen Kohlenwasserstoffen sowie Schwermetallen wie Quecksilber und Blei belastet.
Der Boden auf der Insel enthält 28 verschiedene Schadstoffe, die die Grenzwerte auf Staats- und Bundesebene überschreiten. Es besteht zwar für Menschen, die die Insel betreten, keine unmittelbare Gefahr, weil sich eine dünne schützende Deckschicht auf den schadstoffhaltigen Halden befindet, dennoch gilt ein Zugangsverbot. Dieses Verbot wird allerdings nicht streng durchgesetzt.  Die Insel entbehrt heute weitgehend der Existenz von Tieren und Pflanze, da 97 Prozent der ursprünglichen Feuchtgebiete rund um den Detroit River bis 1982 trockengelegt wurden. Die Insel wurde nicht zu einer Stätte im Superfund-Programm erklärt, die Environmental Protection Agency und andere Organisationen haben jedoch ähnliche Maßnahmen eingeleitet, um Grassy Island zu sanieren.  Das Department of the Interior begann 1994 nach einem Ausweg zu suchen. Derzeit laufen Untersuchungen, ob die verschiedenen Schadstoffe in den Detroit River gelangen.
Im Jahr 2001 wurde das Wyandotte National Wildlife Refuge einschließlich Grassy Island in das neugeschaffene Detroit River International Wildlife Refuge eingegliedert, was die Zuteilung von mehr Bundesmitteln für die Sanierung des Flusses ermöglichte. Ausgedehnte Landflächen wurden zur ökologischen Erneuerung reserviert. In diesem Zusammenhang wurde ein großer Teil des Flusses gesäubert und eine Reihe von dort einst heimischen Tief- und Pflanzenarten sind wieder sesshaft geworden.

## Belege
1. 1 2 3  Metropolitan Affairs Coalition: A Conservation Vision for the Lower Detroit River Ecosystem. (PDF; 693 kB) Oktober 2001, archiviert vom Original am 27. Juli 2011; abgerufen am 5. März 2010 (englisch).  Info: Der Archivlink wurde automatisch eingesetzt und noch nicht geprüft. Bitte prüfe Original- und Archivlink gemäß Anleitung und entferne dann diesen Hinweis.
2. 1 2 3  Stephanie Millsap: Grassy Island Disposal Facility. 23. Juli 2009, archiviert vom Original am 10. April 2010; abgerufen am 5. Januar 2010 (englisch).  Info: Der Archivlink wurde automatisch eingesetzt und noch nicht geprüft. Bitte prüfe Original- und Archivlink gemäß Anleitung und entferne dann diesen Hinweis.
3. 1 2 3  Bruce A. Manny: Ecological Restoration of Grassy Island and the Wyandotte National Wildlife Refuge in the Detroit River. United States Geological Survey, abgerufen am 10. Dezember 2010 (englisch).
4. ↑  Lighthouse Marketing LTD: Lighthouse Digest: Mission to Mama. 2009, abgerufen am 5. März 2010 (englisch).
5. 1 2 3 4  Mike Ingles: Health Report on Grassy Island – Detroit River. 30. Januar 2008, archiviert vom Original am 8. Juli 2011; abgerufen am 10. Dezember 2009 (englisch).  Info: Der Archivlink wurde automatisch eingesetzt und noch nicht geprüft. Bitte prüfe Original- und Archivlink gemäß Anleitung und entferne dann diesen Hinweis.
6. 1 2  Great Lakes Information Network: Investigation of Hazardous Substance Contamination on Grassy Island. 8. November 2004, archiviert vom Original am 7. Juni 2011; abgerufen am 10. Dezember 2009 (englisch).  Info: Der Archivlink wurde automatisch eingesetzt und noch nicht geprüft. Bitte prüfe Original- und Archivlink gemäß Anleitung und entferne dann diesen Hinweis.
7. ↑  Citizens Environmental Alliance: Environmental Problems in the Detroit River Area of Concern. (PDF; 24 kB) November 1996, S. 3, abgerufen am 10. Dezember 2009 (englisch).
8. 1 2  Stephanie Millsap: Grassy Island: Detroit River International Wildlife Refuge (FAQ). Februar 2006, archiviert vom Original am 15. April 2010; abgerufen am 10. Dezember 2009 (englisch).  Info: Der Archivlink wurde automatisch eingesetzt und noch nicht geprüft. Bitte prüfe Original- und Archivlink gemäß Anleitung und entferne dann diesen Hinweis.